# Neofit VII (patriarcha Konstantynopola)
Neofit VII, gr. Νεόφυτος Ζ΄ (zm. po 1804) – ekumeniczny patriarcha Konstantynopola w latach 1789–1794 i 1798–1801.

## Życiorys
Urodził się w Smyrnie. W maju 1789 został wybrany patriarchą. Zrezygnował 1 marca 1794 r. i udał się na Rodos, Patmos, a następnie na Górę Athos. Został ponownie wybrany na patriarchę w 1798 r. Panował do 17 czerwca 1801, kiedy ponownie zrezygnował. Został wtedy zesłany na Górę Athos.